# Matteo di Giovanni

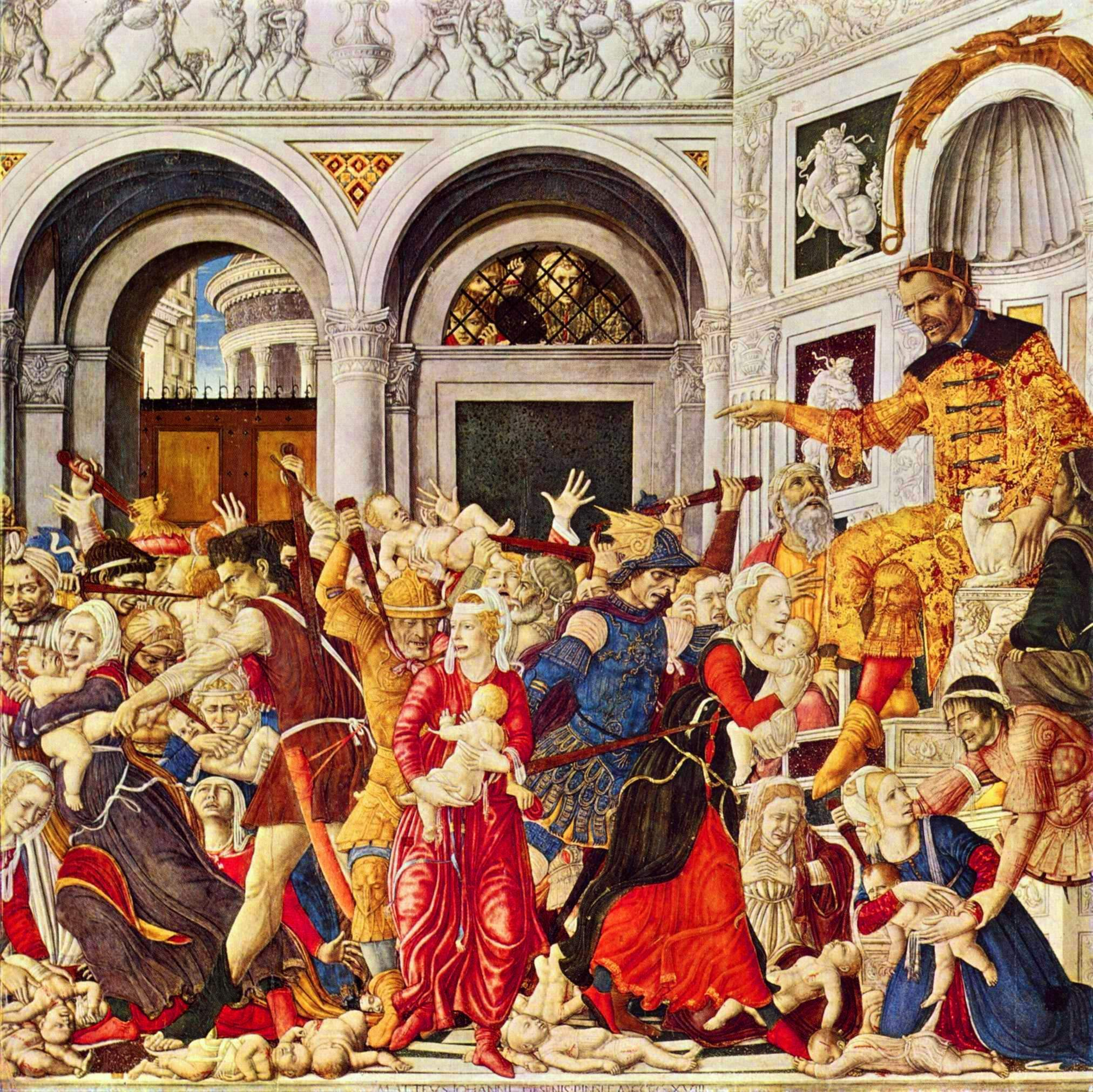
Strage degli Innocenti, 1488

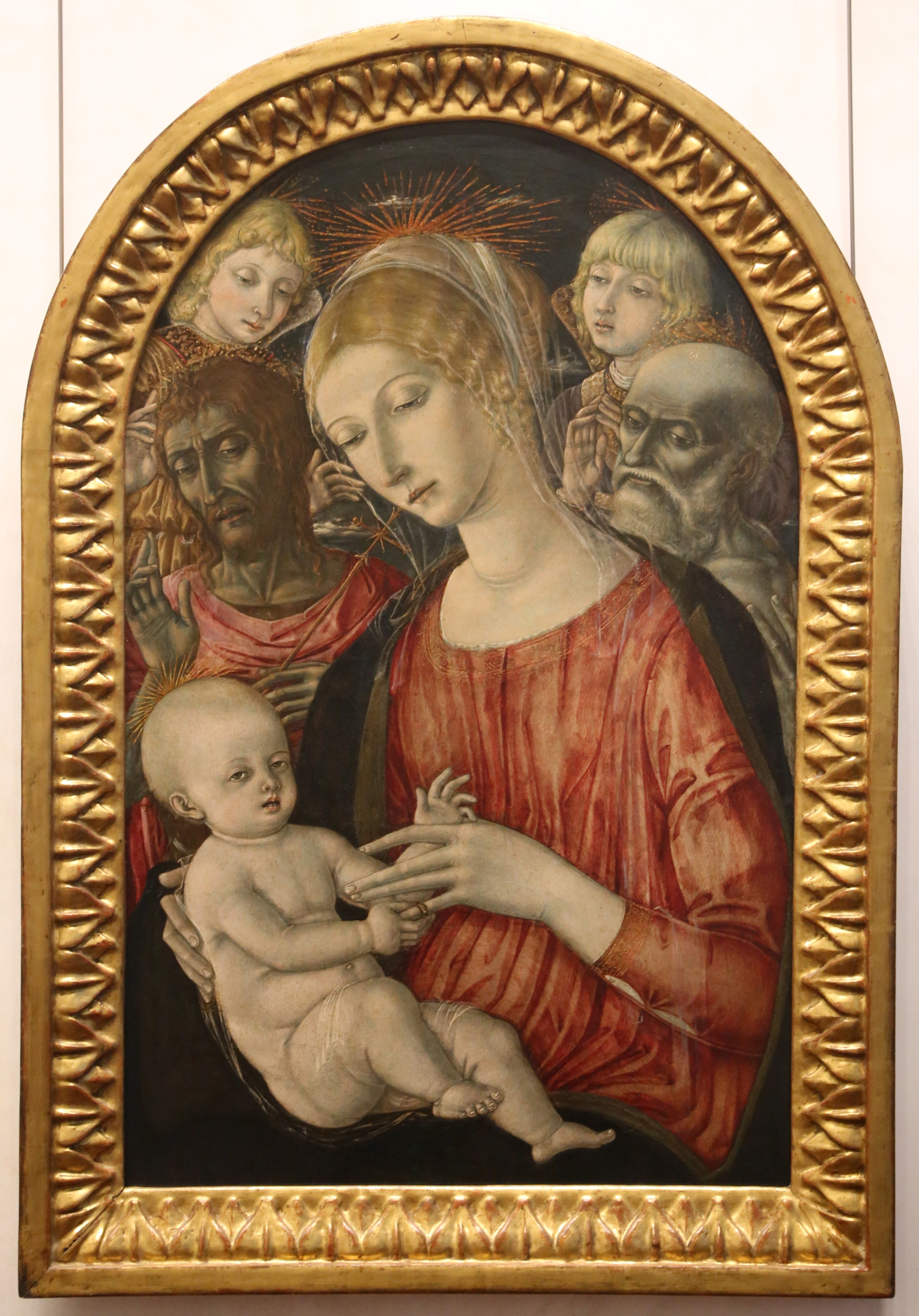
Madonna, ca. 1460–70, Uffizien

Matteo di Giovanni, genannt Matteo da Siena (* um 1435 in Sansepolcro, Toskana; † 1495 in Siena) war ein italienischer Maler.

## Leben
Matteo war ein Sohn eines Kesselflickers aus Borgo San Sepolcro. Er ließ sich in Siena nieder und wurde dort der berühmteste zeitgenössische Maler. Matteo schuf anmutige Madonnenbilder und entwickelte in seinen Arbeiten einen Sinn für Spannung und Realismus, was besonders klar in seinen verschiedenen Fassungen des Bethlehemitischen Kindermordes zu sehen ist. Matteo gehörte der Schule von Siena an. Seine Hauptthemen waren die Strage degli Innocenti (Blutbad an den Unschuldigen), die er mehrfach darstellte.

## Werke (Auswahl)
- Assunzione della Vergine, 1474, National Gallery (London)
- Caterina d’Alessandria, 1479, Basilica di San Domenico (Siena)
- Madonna col Bambino (mehrere Versionen), Pinacoteca Nazionale di Siena
- Madonna col Bambino e due angeli, Museo di arte sacra della Val d’Arbia, Buonconvento (stammt aus der Chiesa di San Lorenzo a Percena, Holzgemälde, 73 × 49 cm)
- Madonna con il Bambino, San Luigi e San Girolamo, Palazzo Chigi-Saracini
- Madonna della neve, 1477, Chiesa di Santa Maria delle Nevi, Siena
- Madonna in trono col Bambino e angeli, Museo di arte sacra della Val d’Arbia, Buonconvento (stammt aus der Chiesa dei Santi Pietro e Paolo, Holzgemälde, 130 × 56 cm)
- Sant’Agostino e San Michele Arcangelo, 1474, Palazzo Corboli-Museo d’arte sacra, Asciano
- Strage degli Innocenti, 1482, Palazzo Pubblico (Siena)
- Strage degli Innocenti, 1491, Basilica di San Clemente in Santa Maria dei Servi, Siena
- Altarretabel im Dom von Pienza
- Madonna con Bambino, san Giovanni Evangelista, santa Eugenia e angeli (62 × 45), vorm. Kirche d. Hl. Eugenia in Siena,[1] jetzt im dortigen Oratorio della Compagnia di San Bernardino